# 三重県道698号津三雲線
三重県道698号津三雲線（みえけんどう698ごう つみくもせん）は、三重県津市から松阪市に至る一般県道である。

## 概要
津市出本郷町から松阪市曽原町に至る。
1995年（平成7年）に津市側を延長し、「三重県道698号三雲香良洲線」から改称した。

### 路線データ
- 起点：津市雲出本郷町（字浜垣内1393番9[1]：出本郷町東交差点、三重県道754号津香良洲線交点）
- 終点：松阪市曽原町（字城前652番6[1]：曽原町交差点、国道23号交点、中勢広域農道起点）
- 総延長：6,991.30 m[1]
- 幅員：最小3 m、最大32 m[1]

## 歴史
- 1959年（昭和34年）1月25日 - 「三重県道698号三雲香良洲線」として路線認定を受ける。当時の指定区間は「一志郡三雲村から一志郡香良洲町まで」であった[4]。
- 1964年（昭和39年）3月31日 - 車両制限令第5条第1項に基づき「自動車の交通量がきわめて少ないと認める道路」の指定を受けた[5]。
- 1995年（平成7年）4月1日 - 三雲香良洲線を廃止し[3]、改めて「三重県道698号津三雲線」を指定した[2]。同日、区域決定が行われ、ルートが確定した[1]。

## 路線状況

### 重複区間
- 三重県道575号香良洲公園島貫線（津市雲出伊倉津町 - 津市香良洲町・香良洲大橋北交差点）

### 道路施設

#### 橋梁
- 香良洲橋（雲出古川、津市、三重県道575号香良洲公園島貫線重複区間内）

雲出古川に架かり、津市雲出伊倉津町と同市香良洲町を結ぶ橋。かつては雲出古川の中ほどにのみ橋が架かっており、両岸付近は川の中を歩かなければならなかったという。
- 香良洲大橋（雲出川、津市 - 松阪市）

雲出川に架かり、津市香良洲町と松阪市星合町を結ぶ橋梁。かつては渡船が操業していたが、大正時代に地元の酒屋の寄付により木橋が架けられ、1929年（昭和4年）にはコンクリート製に変わった。老朽化に伴い、2000年（平成12年）に新しい橋が開通したことにより旧橋は撤去された。旧橋のたもとにあった常夜灯と道標、「世の見の木」という名の榎も同年に移設された。
雲出川の三角州である香良洲町には上記の他にも「津香良洲大橋」（三重県道754号津香良洲線上）で結ばれている。
- 碧川橋（碧川、松阪市）

### 交通量
平日12時間交通量
| 地点         | 交通量 |
| ------------ | ------ |
| 松阪市笠松町 | 543台  |

## 地理

### 通過する自治体
- 三重県
  - 津市 - 松阪市

### 交差する道路
| 交差する道路                               | 市町村名 | 交差する場所 | 交差する場所              |
| ------------------------------------------ | -------- | ------------ | ------------------------- |
| 三重県道754号津香良洲線                    | 津市     | 雲出本郷町   | 雲出本郷町東交差点 / 起点 |
| 三重県道575号香良洲公園島貫線 重複区間起点 | 津市     | 雲出伊倉津町 |                           |
| 三重県道575号香良洲公園島貫線 重複区間終点 | 津市     | 香良洲町     | 香良洲大橋北交差点        |
| 国道23号 中勢広域農道 / グリーンロード     | 松阪市   | 曽原町       | 曽原町交差点 / 終点       |

### 沿線
- 津市役所 雲出市民センター
- JA津安芸 津南部支店雲出店
- 津市立雲出小学校
- 津市立雲出幼稚園
- 明照寺
- 波氏神社
- 松阪市立鵲小学校
- 松養寺 - 8月14日夕方から翌日早朝にかけてカンコ踊りが行われる[10]
- 松阪市役所 三雲地域振興局